# Theodorus II van Ethiopië
Theodorus II (Ge'ez: ዓፄ ቴዎድሮስ) (ca. 1818 - Magdala, 13 april 1868) was van 1855 tot 1868 keizer van Abessinië (Ethiopië). Hij werd geboren onder de naam Kassa Hailu. Zijn vader, Hailu Welde Giyorigis, heerste over het gebied Qwara aan de Soedanese grens. Toen hij werd geboren was Ethiopië geenszins een eenheid. Allerlei plaatselijke feodale heersers bevochten elkaar voortdurend.
Kassa bleek al snel een eerzuchtig krijgsman en hij diende in het leger van zijn halfbroer. Deze stierf in 1839 en Qwara werd opgeëist door keizerin Menen van Gondar. In oktober 1846 plunderde hij de stad Dembea in het zuiden van Gondar en in januari 1847 veroverde hij het hele gebied. Keizerin Menen zond een leger achter hem aan, maar hij versloeg dit met gemak en nam haar gevangen. Haar zoon gaf Kassa in ruil voor haar vrijlating grote stukken grond. Hij werd steeds machtiger en versloeg diverse lokale krijgsheren. Op 9 februari 1855 behaalde hij zijn laatste belangrijke overwinning op de feodale leider Dajazmach Webe Hayle Mariam van Tigray.
Kassa liet zich nu tot negusa nagast (koning der koningen, dat wil zeggen keizer) van Ethiopië kronen onder de naam Theodorus II (in de plaatselijke taal Tewodros II). Hij zette zijn pogingen tot unificatie voort en was tijdens zijn keizerschap vrijwel steeds op het oorlogspad. Hij was een christelijk en op Europa gericht vorst en trachtte bestuurlijke, militaire en religieuze hervormingen door te voeren. Hij maakte Dabara Tabor tot hoofdstad van zijn rijk. Door zijn despotische manier van regeren vervreemdde hij echter veel van zijn onderdanen van zich.
Het gebied rond de Rode Zee was voortdurend een slagveld. Het Ottomaanse Rijk en Egypte dreigden verschillende malen Ethiopië binnen te vallen. Theodorus schreef in oktober 1862 een brief aan de Engelse koningin Victoria met een verzoek om hulp. Een antwoord hierop kwam pas twee jaar later nadat de keizer uit woede over het uitblijven ervan verschillende Britten had laten vergiftigen en de Britse gezant had gevangengezet. De Britten waren woedend en zonden op 10 april 1868 een strafexpeditie van 32.000 soldaten geassisteerd door de plaatselijke krijgsheer Dejazmach Kassa Mercha van Tigray. De volgende dag liet Theodorus de gevangenen gaan, maar het mocht niet meer baten. De keizer pleegde op 13 april, in het nauw gedreven en door zijn onderdanen in de steek gelaten, zelfmoord. De Engelsen brandden Magdala plat en verlieten het land. Kassa Mercha werd voor zijn hulp beloond met wapens en munitie en kon zo verschillende andere leiders verslaan. Hij werd later onder de naam Johannes IV keizer van Ethiopië.